# Enrique Dussel
Enrique Domingo Dussel Ambrosini (provincia de Mendoza, 24 de diciembre de 1934-Ciudad de México, 5 de noviembre de 2023), conocido como Enrique Dussel, fue un académico, filósofo, historiador y teólogo argentino naturalizado mexicano.
Dussel es reconocido internacionalmente por su trabajo en el campo de la ética, la filosofía política, la filosofía latinoamericana y en particular por haber sido uno de los fundadores de la filosofía de la liberación, corriente de pensamiento de la que se le considera arquitecto, habiendo sido también uno de los iniciadores de la teología de la liberación. Su obra dialoga con la de filósofos como Karl-Otto Apel, Gianni Vattimo, Jürgen Habermas, Richard Rorty, Emmanuel Lévinas y Adela Cortina.  
Su vasto conocimiento en filosofía, política, historia y religión, plasmado en más de 50 libros y más de 400 artículos –muchos de ellos traducidos a más de seis idiomas–, hace que se le clasifique como uno de los más prestigiosos pensadores filosóficos americanos del siglo XX, cuya obra es cimiento en la construcción de una filosofía comprometida. Crítico de la modernidad, como era histórica, sus textos apelan a un "nuevo" momento denominado transmodernidad. También crítico del helenocentrismo, del eurocentrismo y del occidentalismo como eje central del pensamiento humano , defendió la postura filosófica denominada "giro descolonizador" o "giro decolonial".

## Biografía

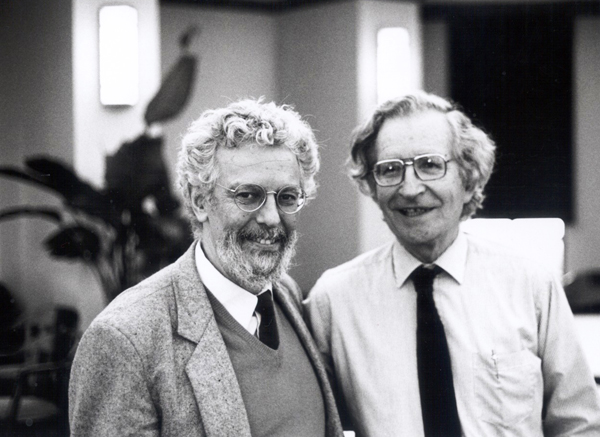
Enrique Dussel y Noam Chomsky, en la Universidad Loyola Chicago, en 1994).

Estudió cinco años en la Escuela de Bellas Artes, posteriormente entre 1953 y 1957 estudió filosofía en la Universidad Nacional de Cuyo. Su tesis de licenciatura trata la noción del bien común entre los griegos. Radicado en España, siguió sus estudios filosóficos en la Universidad Complutense de Madrid. En 1959 presentó su tesis (en la que continuó investigando acerca del bien común) y obtuvo el doctorado.
Entre 1959 y 1961 trabajó como carpintero en Nazaret (Palestina-Israel) junto al sacerdote y teólogo católico Paul Gauthier (1914-2002). Esta experiencia determinó su futura reflexión, porque allí tuvo la oportunidad de vivenciar al pobre como excluido.
Radicado en París (Francia) en 1961, estudió teología e historia en La Sorbona. En un viaje a Alemania en 1963 conoció a quien sería su esposa, Johanna Peters. Se puso en contacto con Joseph Lortz, y entre 1964 y 1966 estudió en el Archivo de Indias de Sevilla. Obtuvo un título en estudios de la religión en el Instituto Católico de París, en 1965. Sus conocimientos e intereses por la historia de la Iglesia en el periodo de la conquista y colonización de América eclosionaron en su tesis Les Evêques hispano-americains, defenseurs et evangelisateurs de l' indien, 1504-1620 (Obispos hispanoamericanos, defensores y evangelizadores del indio), por la que obtuvo el doctorado en historia en 1967.
Entre 1966 y 1968 fue profesor de ética de la Universidad Nacional de Resistencia en Chaco (Argentina). Posteriormente, fue profesor de ética y filosofía política en el Colegio de Filosofía de la Facultad de Filosofía y Letras de la Universidad Nacional Autónoma de México, y fue nombrado profesor definitivo en ética en 1976, lo mismo que en la Universidad Autónoma Metropolitana, de donde además terminó siendo nombrado profesor emérito.
En 1968 regresó a Mendoza para enseñar ética en la Universidad Nacional de Cuyo. Entre 1969 y 1973 comenzó una prolífica etapa de su reflexión marcada por la influencia de Martin Heidegger y Edmund Husserl, cuyo resultado son importantes publicaciones. Sin embargo, su lectura del libro Totalidad e infinito, de Emmanuel Lévinas, le produjo, según sus palabras, el "despertar del sueño ontológico heideggeriano". Ocurrió entonces en su pensamiento un "desquiciamiento de todo lo hasta entonces aprendido".
Junto con otros filósofos argentinos (Osvaldo Adelmo Ardiles, Juan Carlos Scannone, Rodolfo Kusch, Arturo Andrés Roig, Mario Casalla, Carlos Cullen, Horacio Cerruti Guldberg y Julio de Zan) crea el movimiento conocido como filosofía de la liberación, cuya presentación en público ocurrió durante el II Congreso Nacional de Filosofía, realizado en la ciudad de Córdoba en 1971. Algunos meses después el grupo publicó el libro colectivo Hacia una filosofía de la liberación latinoamericana, considerado el primer manifiesto de la filosofía latinoamericana de la liberación.
Sus diferentes actividades derivaron en acusaciones de diversa índole por parte de los grupos paramilitares surgidos en aquellos tiempos, lo tildaron de marxista y se convirtió en víctima de frecuentes amenazas de muerte. Estos episodios finalmente desembocaron en un atentado con bomba en su casa en 1973.[cita requerida]
Además, las purgas que se fueron sucediendo en la Universidad Nacional de Cuyo llevaron a que fuera expulsado de dicha institución en 1975 y, concordantemente, se prohibió la comercialización de sus libros y se clausuraron las publicaciones que dirigía. Ese mismo año se exilió en México, donde publicó su célebre libro Filosofía de la liberación. Allí trabajó como profesor en el Departamento de Filosofía de la Unidad Iztapalapa de la Universidad Autónoma Metropolitana (1975) y en la Universidad Nacional Autónoma de México (1976).
Recibió cuatro doctorados honoris causa: de teología, en la Universidad de Friburgo (Alemania), en 1981; en la Universidad Mayor de San Andrés (Bolivia), en 1995; en la Universidad Santo Tomás (Bogotá), en el 2015, y en la Universidad de Chile, en 2017.[cita requerida]
Fundó y presidió asociaciones como la Comisión de Estudios de Historia de la Iglesia en Latinoamérica, la Ecumenical Association of Third World Theologians (“Asociación Ecuménica de Teólogos del Tercer Mundo”, en español) y la Asociación de Filosofía y Liberación. Ha sido fundador de la Revista de Filosofía Latinoamericana, de Buenos Aires.[cita requerida]
Durante la primera década del siglo XXI formó parte del Grupo Modernidad/Colonialidad, el más importante colectivo de pensamiento poscolonial en América Latina, junto con pensadores como Edgardo Lander, Walter Mignolo, Aníbal Quijano, Santiago Castro-Gómez y Arturo Escobar. Continuó escribiendo en diferentes periódicos y revistas latinoamericanas hasta su fallecimiento.

## La historia y la teología de la liberación: una perspectiva latinoamericana
Este trabajo consiste en versiones editadas de seis conferencias impartidas por Enrique Dussel en 1972. Destinado a esbozar ideas desarrolladas posteriormente en un segundo volumen titulado Teología de la Liberación, donde ofrece una amplia explicación centrada en la historia de la iglesia y su papel en América Latina, con el objetivo general de elaborar una teología claramente latinoamericana, centrada en una política liberadora.
Dussel se preocupa principalmente por la historia, de forma particular en la construcción de la historia latinoamericana, con un sentido de participación en el proceso histórico hacia la liberación. Su relato se remonta a los orígenes humanos e incluye temas que van desde los sistemas de creencias y cosmovisiones mexicas e incas hasta los orígenes del cristianismo, el Imperio Bizantino y el papel de la iglesia en la conquista española.
La segunda mitad del libro cubre el siglo XX, abordando los trastornos políticos de la década de 1960, la violencia y la opresión sufridas bajo los regímenes militares, la respuesta de la iglesia y la cuestión de la resistencia violenta y no violenta en el pensamiento cristiano. Dussel también explora la compatibilidad del socialismo con la doctrina cristiana y la posibilidad de un socialismo exclusivamente latinoamericano. El único hilo que corre más prominentemente a través de cada sección es la cuestión de la resistencia a la opresión. Dussel explora a través de la exégesis la obligación cristiana de superar el pecado de la opresión a través del compromiso con la acción desinteresada hacia el objetivo de la liberación histórica.

## Filosofía de la liberación latinoamericana
Enrique Dussel es uno de los principales exponentes de este movimiento filosófico, en conjunto con Rodolfo Kusch, Arturo Roig y Leopoldo Zea. Su contenido filosófico es heterogéneo, pero surge y responde al contexto histórico/sociopolítico (dominación y alienación) particularmente de América Latina como parte de una periferia global (teoría de la dependencia), pero también de África y Asia en una forma menos intensificada. Busca criticar las estructuras del colonialismo, el imperialismo, la globalización, el racismo y el sexismo, desde la experiencia particular de explotación y alienación de la periferia global. Y plantea un desafío directo a los discursos de la filosofía europea y angloamericana, y enfatiza las responsabilidades sociopolíticas de la filosofía latinoamericana hacia el proyecto de liberación histórica. De la misma forma, se la plantea como contraste de la filosofía de la dominación, para contribuir con el verdadero proceso de liberación de América Latina.
La filosofía de la liberación aparece oficialmente en el II Congreso de Filosofía, celebrado en Córdoba, Argentina, en el año 1972, pero fue en Morelia, México, en el I Coloquio Nacional de Filosofía (1975) donde tuvo su lanzamiento a nivel de la región.  El movimiento se originó en Argentina, pero se dispersó por toda América Latina en la época de la dictadura cívico-eclesiástico-militar argentina (1976-1983), ya que muchos intelectuales, por persecuciones políticas, se vieron obligados al exilio.
La Filosofía de la Liberación ha sido muy influyente tanto en América Latina como en otros continentes y regiones porque ella da inicio a una auténtica filosofía latinoamericana y da paso a una nueva etapa en la filosofía mundial.
Las implicaciones de la filosofía de la liberación se manifiestan sobre todo en la manera de concebir el mundo y en la relación objeto-sujeto, que posibilitan el conocimiento. Desde su experiencia al descubrir el mundo a través de los ojos del pobre, Dussel es capaz de formular una nueva concepción de la realidad. Busca la «praxis» del pensamiento al tratar de gestionar la acción desde la reflexión. También supone una superación del marxismo-leninista y propone una forma propia de pensamiento desde la visión del oprimido que busca la liberación. 
Es necesario entender que la liberación no sólo se trata de liberar al ser humano concreto de la opresión diaria sino de liberarlo de las cadenas de la alienación a la estructura eurocentrista que lo deja en la indefensión de considerarse como el -otro- que no es reconocido.

## Política de la liberación latinoamericana
En este libro, Dussel busca la deconstrucción y la desestructuración de la historia desde otros paradigmas, para esto, se encuentra con siete límites: el helenocentrismo, el occidentalismo, el eurocentrismo, la periodificación, el secularismo, el colonialismo teórico-mental y el no incluir a la América no anglosajona en la Modernidad. Con respecto al primero de los límites, Dussel menciona que las filosofías políticas que se encuentran en auge siempre tienen su raíz en Grecia, a lo que el autor se opone al mencionar que las palabras bases de la política griega nacen en Egipto, Mesopotamia en el mundo fenicio y semita, que después los griegos invadieron. Pone como ejemplo la palabra democracia, donde según Dussel demos tiene origen egipcio y significa “aldea”. El occidentalismo dentro de las filosofías políticas se ve claramente demostrado cuando se le quita la importancia al Imperio Romano Oriental, a Bizancio y a Constantinopla. Menciona que en estas filosofías políticas se olvida que el Renacimiento italiano fue fruto de la difusión de las traducciones de los autores griegos a la lengua latina, que se habían olvidado en la Europa Medieval pero se conservaban vigentes en el mundo árabe, por parte de los eruditos hispanoárabes de la Escuela de Traductores de Toledo, y del exilio de algunos griegos expulsados por los turcos en 1453, y que el modelo del Estado moderno se presagia en Venecia y Génova, ciudades comercial, cultural y políticamente europeas orientales. Referente al eurocentrismo, menciona que dentro de dichas filosofías políticas se ignoran los logros políticos de otras culturas como la egipcia, mesopotámica, del Imperio Chino, del islam, de aztecas, mayas e incas.
Al cuarto límite, la periodificación organizada según los criterios europeos de la filosofía política, se la intenta superar en este libro mediante una propuesta distinta de la historia que vaya en contra de la visión dominante propuesta por filósofos-políticos, especialmente, en palabras de Dussel, por Hegel.  El quinto límite es para Dussel una falla en el planteamiento de la secularización tradicional de las filosofías políticas, un planteamiento sin sentido histórico, basado en la cristiandad propia de la Modernidad.
Menciona como sexto límite el colonialismo teórico-mental de las filosofías políticas de los países periféricos. Donde las obras de Modernidad política europea son leídas e interpretadas sin proferir una crítica a la colonia, manteniéndose en una posición de filosofía política colonizada. Respecto al séptimo límite, el no incluir a América Latina en la Modernidad, menciona que esta región ha sido participante primordial de la historia mundial de la política moderna; para llegar a la inclusión de Iberoamérica en este período, Dussel menciona que se debería redefinir el inicio de esta época, localizándola en 1492, convirtiendo así a España en el primer Estado moderno y a América Latina como el primer territorio colonial de este período. Así, los filósofos españoles y portugueses en conjunto con los pensadores hispanoamericanos del siglo XVI marcarían el inicio de la filosofía de la Modernidad.

## Reconocimientos y distinciones
- Doctor honoris causa (Friburgo, Suiza, 1981)[5]
- Doctor honoris causa (Universidad Mayor de San Andrés, La Paz, Bolivia, 1995)[5]
- Doctor honoris causa (Universidad de Buenos Aires, Buenos Aires, Argentina, 2012)[5]
- Doctor honoris causa, (Universidad Santo Tomás, Bogotá, Colombia, 2015)[5]
- Doctor honoris causa, (Universidad Nacional de General San Martín, Buenos Aires, Argentina, 2015)[5]
- Doctor honoris causa, (Universidad Nacional de Cuyo, Mendoza, 2017)[5]
- Doctor honoris causa, (Universidad de Chile, Santiago de Chile, 2018)[8]
- Doctor honoris causa, (Universidad de Guadalajara, Guadalajara, México, 2018)

### Otros reconocimientos
- Premio a la Investigación 2000 en el área de Ciencias Sociales y Humanidades por la Universidad Autónoma Metropolitana (Ciudad de México, México, 2000)
- Reconocimiento al “Mérito Universitario” por la Rectoría General de la Universidad Nacional Autónoma de México (Ciudad de México, México, 2002)
- Premio Frantz Fanon 2009 en reconocimiento a “Filosofía de la Liberación” por parte de la Asociación Caribeña de Filosofía en la Universidad de Miami (Miami, Estados Unidos, 2009)
- Premio Libertador al Pensamiento Crítico 2009 por su obra “Política de la Liberación. Arquitectónica” (Caracas, Venezuela, 2010)
- Medalla de Aristóteles por parte de la UNESCO por su aporte al desarrollo de la reflexión filosófica latinoamericana (Guatemala, 2012)
- Miembro del Consejo de Fomento y Desarrollo Científico, Tecnológico e Innovación del Distrito Federal (México, 2014)
- Distinción de “Visitante Ilustre” por la Universidad Nacional de General Sarmiento (Buenos Aires, Argentina, 2015)[8]
- Premio Latinoamericano y Caribeño de Ciencias Sociales por el Consejo Latinoamericano de Ciencias Sociales (2022)

## Obras filosóficas
Su mayor contribución es la Filosofía de la Liberación, donde critica el método filosófico clásico y propone la Analéctica como un nuevo método de pensamiento crítico integral sobre la realidad humana.
Sus obras:

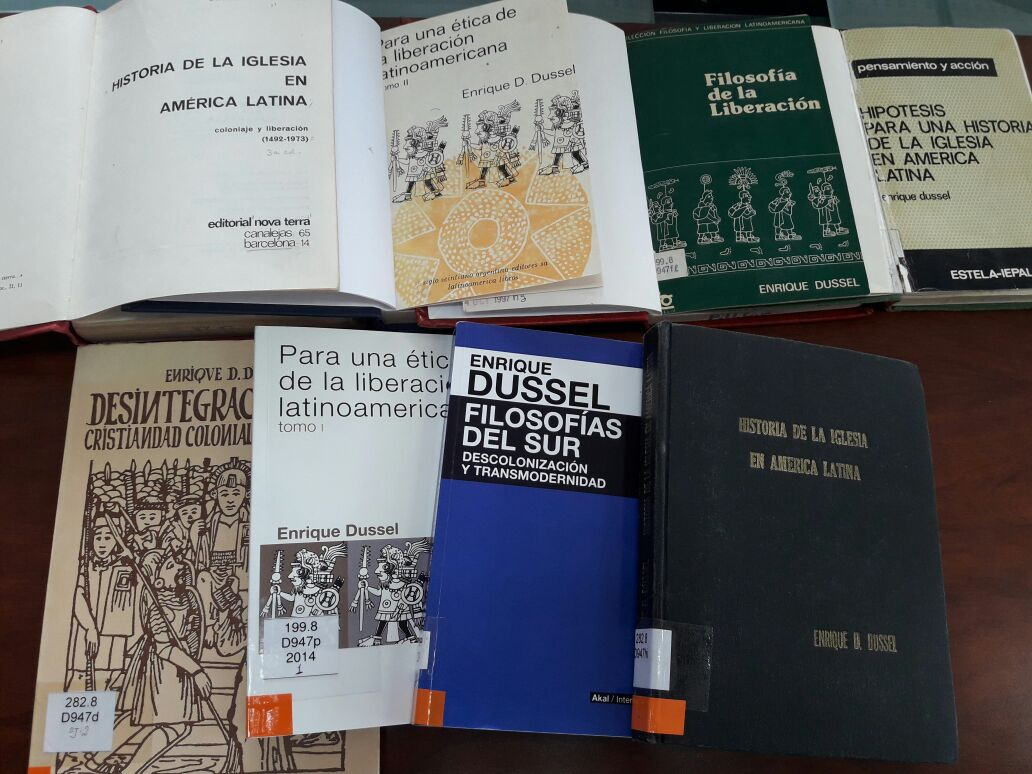
Fotografía de libros escritos por Enrique Dussel.

- Hipótesis para el estudio de Latinoamérica en la historia universal. Investigación del “mundo” donde se constituyen y evolucionan las “Weltanschauungen, 1966.
- El humanismo semita, 1969.
- Para una de-strucción de la historia de la ética I, 1972.
- La dialéctica hegeliana. Supuestos y superación o del inicio originario del filosofar, 1972 (2a. ed.: Método para una filosofía de la liberación. Superación analéctica de la dialéctica hegeliana, 1974).
- América Latina dependencia y liberación. Antología de ensayos antropológicos y teológicos desde la proposición de un pensar latinoamericano, 1973.
- Para una ética de la liberación latinoamericana I, 1973.
- Para una ética de la liberación latinoamericana II, 1973.
- El dualismo en la antropología de la cristiandad, 1974.
- Liberación latinoaméricana y Emmanuel Levinas, 1975.
- El humanismo helénico, 1975.
- Filosofía ética latinoamericana III, 1977.
- Introducción a una filosofía de la liberación latinoamericana, 1977.
- Introducción a la filosofía de la liberación, 1977.
- Filosofía de la liberación, 1977.
- Religión, 1977.
- Filosofía de la poiesis. Introducción histórica, 1977 (Reedición aumentada: Filosofía de la producción, 1984).
- Filosofía ética latinoamericana IV: La política latinoamericana. Antropológica III, 1979.
- Filosofía ética latinoamericana V: Arqueológica latinoamericana. Una filosofía de la religión antifetichista, 1980.
- Liberación de la mujer y erótica latinoamericana. Ensayo filosófico, 1980.
- La pedagógica latinoamericana, 1980.
- Praxis latinoamericana y filosofía de la liberación, 1983.
- La producción teórica de Marx. Un comentario a los Grundrisse, 1985.
- Ética comunitaria, 1986.
- Hacia un Marx desconocido. Un comentario de los Manuscritos del 61-63, 1988.
- El último Marx (1863-1882) y la liberación latinoamericana. Un comentario a la tercera y cuarta redacción de “El Capital”, 1990.
- 1492: El encubrimiento del Otro. Hacia el origen del “mito de la Modernidad”, 1992.
- Las metáforas teológicas de Marx, 1994.
- Apel, Ricoeur, Rorty y la Filosofía de la Liberación con respuestas de Karl-Otto Apel y Paul Ricoeur, 1994.
- Historia de la filosofía y filosofía de la liberación, 1994.
- Ética de la liberación en la edad de la globalización y la exclusión, 1998.
- Ética de la liberación ante Apel, Taylor y Vattimo con respuesta crítica inédita de K.-O. Apel, 1998.
- Posmodernidad y transmodernidad. Diálogos con la filosofía de Gianni Vattimo, 1999.
- Hacia una filosofía política crítica, 2001.
- Ética del discurso y ética de la liberación (con Karl-Otto Apel), 2005.
- 20 tesis de política, 2006.
- Filosofía de la cultura y la liberación, 2006.
- Política de la liberación. Historia mundial y crítica, 2007.
- Materiales para una política de la liberación, 2007.
- Frigørelsesfilosofi, Forlaget Politisk Revy, København, 2008
- Marx y la Modernidad. Conferencias de La Paz. 2008
- Política de la liberación. Arquitectónica, 2009.
- Historia del Pensamiento Filosófico Latinoamericano, del Caribe y "Latino" (1300-2000), (con Eduardo Mendieta y Carmen Bohórquez) 2009.
- Carta a los indignados, 2011.
- 16 Tesis de Economía Política, 2014
- Tesis de Economía Política. Interpretación filosófica. 2014
- Filosofías del Sur. Descolonización y Transmodernidad. 3456
- 14 Tesis de Ética, 2016

, del que Enrique Dussel, Eduardo Mendieta y Carmen Bohórquez son Editores. CREFAL/Siglo XXI Editores, México, 2009.

### Obras del autor
- Obra filosófica y histórico-teológica de Enrique Dussel
- Artículos filosóficos de Enrique Dussel

### Trabajos sobre el autor
- Libros y tesis sobre la obra de Enrique Dussel
- Filosofía de La Liberación por Vicente Pérez Moreira
- Actualidad y futuro de la filosofía de la liberación por Juan Carlos Scannone
- ¿Filosofía en el sur? Filosofía de la liberación por Javier Palacios
- La ‘filosofía de la liberación’ en Latinoamérica al finalizar el siglo XX por Hans Schelkshorn
- Contradicciones de la “Ética de la liberación” de Enrique Dussel en su justificación de la violencia por Miguel Ángel Quintana Paz
- La filosofía de la liberación de Enrique Dussel: un humanismo del otro hombre por Pedro Enrique García Ruiz
- El Estallido de la verdad en América Latina por Alejandro Sánchez Lopera
- Ojos que ven, oídos que escuchan: La filosofía de la liberación de Enrique Dussel por Lutz Alexander Keferstein Caballero, Juan Manuel Contreras Colín y Mario Rojas Hernández.

### Pensamiento del autor
- Enrique Dussel advierte sobre una crisis mundial de la democracia representativa (Periódico NuevaRegión, 2013).
- Enrique Dussel y otra mirada sobre la historia universal (Conferencia en Quito, 2013).

- Datos: Q473518
- Multimedia: Enrique Dussel / Q473518